# Castore
Castore, officieel J.Carter Sporting Club Limited, is een Brits kledingmerk gespecialiseerd in sportkleding en accessoires. Het hoofdkantoor van Castore staat in Manchester.

## Geschiedenis
Het bedrijf werd in 2015 opgericht door de broers Thomas en Philip Beahon. Beide hadden een achtergrond in sport toen zij besloten een kledingmerk op te richten. Zo voetbalde Thomas in de jeugd van Tranmere Rovers, voordat hij een tijd in Spanje doorbracht bij Jerez Industrial. Philip speelde semi-prof cricket voor Cheshire en Lancashire.
In 2013 stopten beide met hun sportcarrière en verhuisden ze naar Londen, waar ze in de financiële sector gingen werken met als doel geld te verzamelen voor de start van hun sportmerk-avontuur. Gedurende hun tijd in Londen voerden ze marktonderzoek uit en wisten ze een aantal investeerders vast te leggen. Castore werd in 2016 gelanceerd.

### Sponsoractiviteiten
De Britse tenniskampioen Andy Murray was de eerste waarmee Castore een sponsordeal afsloot; hij werd tevens mede-eigenaar van het merk. Samen brengen ze een kledinglijn uit, AMC, wat de officiële kledingpartner van de Lawn Tennis Association werd.
Begin 2020 wist Castore 7,5 miljoen pond in te zamelen waarmee het bedrijf zich wilde gaan richten op de voetbalwereld. In mei van datzelfde jaar werd het bedrijf de officiële kledingpartner van het Schotse Rangers Football Club. Later dat jaar volgden ook samenwerkingen met clubs uit andere sporten.
In 2021 maakten McLaren en Castore bekend een meerjarig contract te hebben afgesloten, waardoor Castore ook in de autosport terecht kwam. Daarna volgden deals met de voetbalclubs Wolverhampton Wanderers FC en Newcastle United FC. Er werd ook een 10-jarige overeenkomst afgesloten met de England and Wales Cricket Board en een 3-jarige overeenkomst met Cricket South Africa.
In aanloop naar het voetbalseizoen 2022/23 werden er meerdere deals bekendgemaakt. Zo zou Castore met ingang van dat seizoen kledingsponsor worden van Aston Villa FC, Everton FC, West Ham United FC, Charlton Athletic FC, Salford City FC, MK Dons, Preston North End FC, Mansfield Town FC, Ierland, Sevilla FC, Athletic Bilbao, Almeria, Genoa CFC, FC Zurich, Dinamo Zagreb, 1. FC Kaiserslautern en Bayer 04 Leverkusen.
In aanloop naar het Formule 1-seizoen van 2023 werd bekend dat Red Bull Racing het Duitse Puma zou verruilen voor Castore. Ook MotoGP-team Repsol Honda ging een samenwerking aan. Vanaf het seizoen 2023/2024 maakt Castore haar debuut in de Nederlandse Eredivisie en wordt het sportkledingmerk gedragen door FC Twente, FC Utrecht en Feyenoord.